# イタリアのスポーツ
イタリアのスポーツでは、イタリア共和国におけるスポーツ事情について記述する。

## サッカー
イタリアではサッカーが国内で1番人気のスポーツである。イタリアのサッカーは1990年代から2000年代において、世界最高峰のリーグと呼ばれ、現在でもプレミアリーグ（イングランド）やラ・リーガ（スペイン）と並ぶ、世界トップレベルのリーグである「セリエA」を抱えるだけに、サッカーイタリア代表は世界でもトップクラスの実力を誇り、「アズーリ」の愛称で呼ばれている。FIFAワールドカップでは、ブラジルに次ぐ通算4度の優勝（1934年・1938年・1982年・2006年）と、2度の準優勝（1970年・1994年）を飾っている。さらにUEFA欧州選手権では2度の優勝（1968年・2021年）と、2度の準優勝（2000年・2012年）を果たしており、世界屈指のサッカー大国として名高い。
FIFAコンフェデレーションズカップでは2013年大会で3位に輝いている。さらにUEFAネーションズリーグでは、自国開催となった2020-21シーズンで3位の成績を収めた。しかし近年イタリアサッカーには異変も起きており、ワールドカップの2010年南アフリカ大会と2014年ブラジル大会では、2大会連続でのグループリーグ敗退となり、さらに続く2018年ロシア大会と2022年カタール大会では2大会連続で出場を逃しており、アズーリも改革が急務となっている。

## 自転車競技
自転車競技は、サッカーに次ぐ人気を誇り後述する通り数多の名選手を輩出している。ジロ・デ・イタリア（以下、ジロ）を開催していることで名高い。とりわけ山岳コースにおいてはツール・ド・フランスよりも難度が高いと言う声もあるほどである。したがって、同一年度において、ジロとツールを制した選手は、カンピオニッシモ と讃えられ、また日本では、両方のレースを制覇した場た同一年度でこそないがコッピの宿命のライバルであり、また良き友でもあったジーノ・バルタリも両方のレースで総合優勝を果たしている。合には、ダブルツール といって讃えている。そのダブルツールを最初に達成したのがファウスト・コッピである。コッピは1949年と1952年に達成し、また同一年度でこそないがコッピの宿命のライバルであり、また良き友でもあったジーノ・バルタリも両方のレースで総合優勝を果たしている。さらにジロにおけるイタリア国籍選手の優勝回数は実に65回を数え、2位のベルギーの7回を大きく上回っている。したがって、グランツール全体における優勝回数についてはイタリアがトップである。
世界自転車選手権・エリート個人ロードレースの優勝回数も19回を数え、これはベルギー（25回）に次ぐ記録である。上記2人以外にも著名選手が目白押しで、史上初のジロ総合3連覇を達成したカルロ・ガレッティ、コスタンテ・ジラルデンゴ、ジロ初の総合5回制覇を達成したアルフレッド・ビンダ、ツール総合連覇を果たしたオッタビオ・ボテッキアなど、世界的名選手が各年代で次々に登場している。アントニオ・マスペスの出現により、トラックレースにおいても1950年代から1970年代前半頃まで世界トップクラスの実力を堅持し続け、この当時、ロードレースも含めて世界最強の自転車競技王国とも謳われた。その後、ベルギーのエディ・メルクス やフランスのベルナール・イノー、スペインのミゲル・インドゥラインら、他国の選手の後塵を拝するケースが多くなったが、メルクス黄金時代にしばしジロや世界選手権で撃破したフェリーチェ・ジモンディは、史上2人目のグランツール完全制覇を果たした。
またマルコ・パンターニが1998年にジロ、ツールのダブルツールを達成するなど、節目節目でビッグタイトルを獲得している。そして1997年から2007年まで、11年連続でジロについては当国国籍選手が総合優勝を果たした。しかし一方で、ドーピング違反による出場停止例は枚挙にいとまない。従って、イタリア自転車競技界ではドーピング違反選手に対する制裁措置が厳しく、例えばアレハンドロ・バルベルデはスペイン、国籍選手でありながらスポーツ仲裁裁判所 (CAS)から2年間の出場停止処分が下されるきっかけとなったのは、イタリアオリンピック委員会から受けたイタリア領域内レース出場停止処分である。

## モータースポーツ
イタリアではモータースポーツの人気も高く、かつては本来「1国1開催」が原則のF1においても、イタリアGP以外に隣国のサンマリノの名義を借りたサンマリノGPが開催され、例外的に実質的な「1国2開催」が定着していたほか、ロードレース世界選手権（MotoGP）に代表される二輪ロードレース人気も高い。選手個人としては二輪ライダーに有名選手が多く、古くはカルロ・ウビアリ、ジャコモ・アゴスチーニ、マルコ・ルッキネリ、フランコ・ウンチーニなど、最近ではマックス・ビアッジ、ルカ・カダローラ、ロリス・カピロッシなどの世界チャンピオンを輩出している。特にバレンティーノ・ロッシはMotoGPの最高峰クラス（GP500クラス→MotoGPクラス）で過去7回の世界タイトルを獲得しており「史上最強のライダー」と称される。
一方で四輪のレーシングドライバーとしては、1950年に初代F1チャンピオンに輝いたジュゼッペ・ファリーナ、1952年・1953年のF1チャンピオンであるアルベルト・アスカリといった人材を輩出しF1草創期をリードしたが、その後F1チャンピオンは現れていない。ただF1ドライバー自体の数は非常に多く、2009年現在もヤルノ・トゥルーリ、ジャンカルロ・フィジケラの2人がレギュラードライバーとしてF1に参戦している。またマシンの開発面でも、F1の歴史をリードしてきたスクーデリア・フェラーリや「最弱チーム」と揶揄されながらも20年以上に渡りF1に参戦し続けたミナルディ、そしてそのミナルディを買収した後身チームであるスクーデリア・トロ・ロッソなど多くのチームがイタリアを本拠地としている。F3において寡占的地位を占めているダラーラ、フォーミュラ・ルノー用シャシーの製造で知られるタトゥースなどもイタリア企業であり、現在でもモータースポーツにおけるイタリアの重要度は高い。

## 競馬
イタリアは競馬も盛んな国で、イギリス・フランス等と比べると近代競馬の開始は遅れたものの国内で複数のGI競走が開催されていた時期が長く、ジョッキークラブ大賞やミラノ大賞典等は日本でも比較的知られた競走である。ただし、近年は不況の影響から売上が減少傾向にある。運営母体の杜撰な組織運営も問題視され、2010年にはサンシーロ競馬場・カパネッレ競馬場というイタリアの二大競馬場での開催が一時困難な状況に追い込まれた。
2012年1月には、イタリアの競馬統括機関（日本のJRAに相当する機関）であるASSI（Agenzia per lo sviluppo del settore ippico）が、イタリア国内の全競走について一律40%賞金をカットする方針を打ち出したが、これに反発する騎手・調教師・競馬場職員らがストライキを起こし、競馬の開催が全面ストップ。その後競馬開催は再開されたものの、賞金の支払いが全面ストップするなど問題は依然継続している。2019年には国内で開催されるGI競走がゼロとなるなど凋落が著しい。

## バレーボール
イタリアではバレーボールも盛んで、特にトップリーグであるセリエAは世界的に見ても非常に珍しい「バレーボールのプロリーグ」である。この他、カップ戦であるコッパ・イタリアなど多くの大会が行われている。日本からも大林素子・吉原知子などといったトップ選手がイタリアに渡りプレーしていたことがある。イタリア代表も男子・女子共に世界選手権や欧州選手権の優勝経験があり、欧州の強豪チームの一角を占めている。

## 登山
北にはアルプス山脈、本島にはアペニン山脈、その他エトナ山など、イタリアでは様々な山岳地域に恵まれているので登山も盛んである。モンブラン初登頂をし、近代登山を築いたJ・バルマ、M・G・パカールなどをはじめ、ラインホルト・メスナーやスキー登山家でもあるマッテォ・ペドリアーナ、グイド・ジャコメッリなどが有名。日本ではマイナーな山スキーの大会が冬頻繁に行われており、南チロルやアオスタを中心に上記の山脈に近い地域では山スキーのメッカである。上記のペドリアーナ、ジャコメッリもその中の一人である。

## オリンピック
イタリアは「サッカー大国」の名の通り、1936年ベルリン五輪では金メダルに輝いている。さらに1928年アムステルダム五輪と2004年アテネ五輪では、銅メダルを獲得している。